# Hendiadys
Hendiadys (z řec. hen dia dyoin, jedno dvěma) znamená řečnickou a stylistickou figuru, při níž se jeden obsah vyjádří dvěma slovy, svázanými spojkou. Často se místo podstatného a přídavného jména položí vedle sebe dvě podstatná jména. Dvojice, které tvoří hendiadys, se užíváním upevňují, takže tvoří fixní formule, ustálená rčení. Hendiadys je častá v básnictví, zejména v latinském, kde patřila k nejběžnějším výrazovým prostředkům. Vyskytuje se ve slavnostní řeči, například náboženské, v právu a jinde, některé hendiady patří mezi běžná rčení.
Od podobné tautologie se hendiadys liší tím, že svázaná slova nejsou synonyma, nýbrž teprve ve spojení dostávají svůj specifický význam.

## Příklady
- “slibovat hory doly“
- „dnes a denně“ – stále
- „dnem i nocí“
- „podle svého nejlepšího vědomí a svědomí“
- “chtě nechtě“
- "prach a popel"
- “strach a hrůza“